# Dombeya tsiandrensis
Dombeya tsiandrensis är en malvaväxtart som beskrevs av Arenes. Dombeya tsiandrensis ingår i släktet Dombeya och familjen malvaväxter. Inga underarter finns listade i Catalogue of Life.